# Eisackfall
Der Eisackfall ist ein Wasserfall und ein hydrologisches Naturdenkmal in der Gemeinde Brenner in Südtirol (Norditalien). Er befindet sich knapp oberhalb des Brennerpasses bzw. des Passdorfs Brenner, wo der junge Eisack vom Sattelberg herabfließt.

## Beschreibung
Im Eisackfall fällt der Fluss über eine nahezu senkrechte Steilstufe und bildet eine nur schwach gestufte Kaskade. Das Gestein der Steilstufen besteht aus Quarzphyllit. Am Ende der langen Flachstrecke des noch nicht allzu wasserreichen Eisacks befindet sich der Ausfluss des Wasserfalls. Der Ausfluss liegt auf einer Seehöhe von 1412 Metern und das Fallbecken auf einer Seehöhe von 1380 Metern; somit beträgt die Fallhöhe der Kaskade 32 Meter. Im Jahr 1989 wurde der Wasserfall zum Naturdenkmal erklärt.

## Rezeption
Der Eisackfall verdankt dem 1926 entstandenen Bozner Bergsteigerlied eine gewisse Bekanntheit, da in dessen 1. Strophe die Zeilen Dort wo aus schmaler Felsenkluft / der Eisack springt heraus ... auf ihn zu beziehen sind.